# Gute Herstellungspraxis
Unter Gute Herstellungspraxis (englisch Good Manufacturing Practice, abgekürzt GMP) versteht man Richtlinien zur Qualitätssicherung der Produktionsabläufe und -umgebung in der Produktion von Arzneimitteln und Wirkstoffen, aber auch bei Kosmetika,  Lebens- und Futtermitteln. In der pharmazeutischen Herstellung spielt die Qualitätssicherung eine zentrale Rolle, da hier Qualitätsabweichungen direkte Auswirkungen auf die Gesundheit der Verbraucher haben können. Ein GMP-gerechtes Qualitätsmanagementsystem dient der Gewährleistung der Produktqualität und der Erfüllung der für die Vermarktung verbindlichen Anforderungen der Gesundheitsbehörden.
Entsprechende Richtlinien für den Arzneimittelbereich sind beispielsweise durch die Europäische Kommission, durch das Pharmaceutical Inspection Co-Operation Scheme (PIC/S), durch die US-amerikanische Food and Drug Administration (FDA) sowie auf globaler Ebene durch das International Council for Harmonisation of Technical Requirements for Pharmaceuticals for Human Use (ICH) (bisher für Wirkstoffe und Qualitätsrisikomanagement) erstellt worden. Eingeführt wurde der Begriff „Good Manufacturing Practice“ 1962 von der Food and Drug Administration durch die current good manufacturing practice (cGMP) initiative.

## Elemente eines GMP-gerechten Qualitätsmanagementsystems
Ein GMP-gerechtes Qualitätsmanagementsystem (QMS) muss folgende Elemente beinhalten:
- Dokumentenmanagement für Vorgabedokumente (z. B. SOPs und Formblätter) und Aufzeichnungen. Vorgabedokumente wie Arbeitsanweisungen, Formblätter und Pläne müssen versionskontrolliert sein und einem definierten Lebenszyklus unterliegen (Genehmigung, Freigabe, regelmäßige Aktualisierung und Überarbeitung). Aufzeichnungen (in Papierform oder elektronisch) müssen den Prinzipien der guten Dokumentationspraxis und der Datenintegrität gemäß (vollständig, richtig, nachvollziehbar/zuordnungsbar, zeitnah, lesbar) erstellt und angemessen (Schutz vor Verlust, Beschädigung, Manipulation, Sicherstellung Lesbarkeit über gesamten vorgeschriebenen Archivierungszeitraum) archiviert werden. Computersysteme müssen über einen Audit Trail verfügen, der alle Aktionen, insbesondere Änderungen, manipulationssicher aufzeichnet.
- Abweichungsmanagement:  Prozesse, Verfahren und Methoden sind in Vorgabedokumenten (SOPs, Herstell- und Prüfvorschriften) beschrieben.  Ungeplante Abweichungen davon, oder von GMP-Prinzipien, müssen in einem dokumentierten, formalen Prozess durch den Prozessverantwortlichen und die Qualitätssicherung dokumentiert und bewertet werden. Auch ungeplante und nicht zuvor genehmigte Änderungen sind Abweichungen. Sich daraus ergebende Korrekturen, Korrekturmaßnahmen (Behebung Fehlerursache) und Präventivmaßnahmen (Corrective and preventive action, CAPA) müssen dokumentiert und nachverfolgt werden.
- Änderungsmanagement: Wenn Prozesse, Verfahren oder der Zustand von Ausrüstung geplant geändert werden sollen, muss die Änderung (Change) vor der Umsetzung begründet, geplant und durch die Qualitätssicherung genehmigt und anschließend die Umsetzung dokumentiert werden.
- Qualifizierung von Ausrüstung (Anlagen und Geräte sowie ggf. Gebäude und Räumlichkeiten): Es muss in einem geplanten und dokumentierten Prozess gezeigt werden, dass Ausrüstung für den geplanten Zweck geeignet ist und tatsächlich unter den Bedingungen vor Ort zuverlässig funktioniert (bei Inbetriebnahme und danach in regelmäßigen Abständen). Dazu werden 4 Phasen durchlaufen (jeweils eigener Plan und Bericht):
  - Design-Qualifizierung (DQ): Festlegung der Anforderungen (DQ-Plan, Lastenheft) und Auswahl einer den Anforderungen entsprechenden Ausrüstung (DQ-Bericht, Pflichtenheft bzw. Angebot);
  - Installations-Qualifizierung (IQ): Aufstellung vor Ort und Prüfung, ob alle geplanten Komponenten und Funktionen vorhanden sind;
  - Funktions- oder operationale Qualifizierung (OQ): Überprüfung mittels Funktionstest, ob die Anforderungen laut DQ erfüllt sind;
  - Leistungs-Qualifizierung (Performance Qualification, PQ): Test unter realen Bedingungen, z. B. Herstellung von drei Chargen mit einer Anlage zu Testzwecken, oder Analyse an typischen Proben und Vergleich mit Ergebnissen anderer Geräte.
- Validierung von Prozessen und Methoden: Es muss in einem geplanten und dokumentierten Prozess gezeigt werden, dass Prozesse (z. B. Herstellprozesse) und Methoden (z. B. Analytikmethoden in der Qualitätskontrolle) Ergebnisse erzielen, die den Anforderungen an das Produkt entsprechen, und verlässlich reproduzierbare Ergebnisse liefern.
- Schulung von Mitarbeitern: Mitarbeiter müssen vor Beginn einer Tätigkeit angemessen geschult (z. B. SOP, praktische Schulung an Gerät oder Anlage, Schulung in Methode) und die Schulung dokumentiert sein.
- Risikomanagement
- Interne Audits

## EU-GMP-Leitfaden für Human- und Tierarzneimittel
Der EU-GMP-Leitfaden für Human- und Tierarzneimittel (vor dem Inkrafttreten des Lissabonvertrags häufig als EG-GMP-Leitfaden bezeichnet) konkretisiert die Richtlinie 2003/94/EG zur Festlegung der Grundsätze und Leitlinien der Guten Herstellungspraxis für Humanarzneimittel und für zur Anwendung beim Menschen bestimmte Prüfpräparate sowie die Richtlinie 1991/412/EWG zur Festlegung der Grundsätze und Leitlinien der Guten Herstellungspraxis für Tierarzneimittel und ist wie folgt gegliedert:

### Teil I – Grundlegende Anforderungen für Arzneimittel
- Kapitel 1 – Qualitätsmanagement
- Kapitel 2 – Personal
- Kapitel 3 – Räume und Einrichtungen
- Kapitel 4 – Dokumentation
- Kapitel 5 – Herstellung
- Kapitel 6 – Prüfung
- Kapitel 7 – Ausgelagerte Tätigkeiten[1]
- Kapitel 8 – Beschwerden und Produktrückrufe
- Kapitel 9 – Selbstinspektionen
- Glossar

### Teil II – Gute Herstellungspraxis für Wirkstoffe
- Abschnitt 1 – Einleitung
- Abschnitt 2 – Qualitätsmanagement
- Abschnitt 3 – Personal
- Abschnitt 4 – Gebäude und Anlagen
- Abschnitt 5 – Prozessausrüstung
- Abschnitt 6 – Dokumentation und Protokolle
- Abschnitt 7 – Materialmanagement
- Abschnitt 8 – Produktion und Inprozesskontrollen
- Abschnitt 9 – Verpackung und Kennzeichnung
- Abschnitt 10 – Lagerung und Vertrieb
- Abschnitt 11 – Laborkontrollen
- Abschnitt 12 – Validierung
- Abschnitt 13 – Änderungskontrolle
- Abschnitt 14 – Zurückweisung und Wiederverwendung von Materialien
- Abschnitt 15 – Beanstandungen und Rückrufe
- Abschnitt 16 – Lohnhersteller
- Abschnitt 17 – Vertreter, Makler, Händler, Großhändler, Umverpacker, Umetikettierer
- Abschnitt 18 – Spezifische Anleitungen für Wirkstoffe, die mit Hilfe von Zellkulturen/Fermentation hergestellt werden
- Abschnitt 19 – Wirkstoffe zur Verwendung in klinischen Prüfungen
- Abschnitt 20 – Glossar

### Teil III – GMP-relevante Dokumente
- Firmenbeschreibung – Site Master File
- Q9 – Qualitätsrisikomanagement
- Q10 Pharmazeutisches Qualitätssicherungssystem
- MRA Chargenzertifikat
- Vorlage für die „Written Confirmation“ für Wirkstoffe, die zur Verwendung bei Humanarzneimitteln aus Drittländern nach Europa exportiert werden

### Anhänge
- Anhang 1 – Herstellung von sterilen Arzneimitteln
- Anhang 2 – Herstellung von biologischen Arzneimitteln zur Anwendung bei Menschen
- Anhang 3 – Herstellung von radioaktiven Arzneimitteln
- Anhang 4 – Herstellung von Tierarzneimittel (außer Tierimpfstoffen)
- Anhang 5 – Herstellung von Tierimpfstoffen
- Anhang 6 – Herstellung von medizinischen Gasen
- Anhang 7 – Herstellung von pflanzlichen Arzneimitteln
- Anhang 8 – Proben von Ausgangs- und Packmaterial
- Anhang 9 – Herstellung von Liquida, Cremes und Salben[2]
- Anhang 10 – Herstellung von Aerosolen
- Anhang 11 – Computergestützte Systeme
- Anhang 12 – Verwendung von ionisierenden Strahlen für die Arzneimittelherstellung
- Anhang 13 – Herstellung von Prüfpräparaten
- Anhang 14 – Herstellung von Produkten, die aus menschlichem Blut oder menschlichem Plasma gewonnen werden
- Anhang 15 – Qualifizierung und Validierung
- Anhang 16 – Chargenzertifizierung und -freigabe durch die sachkundige Person
- Anhang 17 – Parametrische Freigabe
- Anhang 18 – (seit 2005, in Teil II überführt) Gute Herstellungspraxis für Wirkstoffe
- Anhang 19 – Referenz- und Rückstellmuster
- Anhang 20 – (seit 2011, in Teil III überführt) Qualitätsrisikomanagement

## Regelungen in einzelnen Ländern

### Deutschland
Die Umsetzung der guten Herstellungspraxis ist mit der Arzneimittel- und Wirkstoffherstellungsverordnung vom 3. November 2006 geregelt. Außerdem veröffentlicht das Bundesministerium für Gesundheit eine Übersetzung des EU-GMP Leitfadens.

### USA
In den USA sind die Richtlinien der Current Good Manufacturing Practice (cGMP), das kleine „c“ macht den Unterschied zwischen USA und EU. Um die Aktualität sicherzustellen, werden diese Richtlinien im Gegensatz zur EU jedes Jahr zum 1. April auf Aktualität überprüft und ggf. modifiziert. Die cGMP ist in Form eines Gesetzes im Code of Federal Regulations (CFR), der Sammlung US-amerikanischer Rechtstexte, unter 21 CFR 210 und 21 CFR 211 niedergelegt. Darüber hinaus gibt es noch weitere Kapitel des CFR, die im Rahmen von GMP relevant sind (z. B. 21 CFR 11, oder 21 CFR 820).

### Internationale Normung
Internationale Normen, die Gute Herstellungspraxis beinhalten, sind beispielsweise
- ISO 15378 „Primärpackmittel für Arzneimittel – Besondere Anforderungen für die Anwendung von ISO 9001 entsprechend der Guten Herstellungspraxis (GMP)“ und
- ISO 22716 „Kosmetik – Gute Herstellungspraxis (GMP) – Leitfaden zur guten Herstellungspraxis“.

## GMP+
Das „+“ steht für die Integration von Gefahrenanalyse und kritischen Kontrollpunkten (HACCP).
Im Jahr 2013 wurde der erste Standard für Futtermittelnachhaltigkeit veröffentlicht, für welchen zwei Module entwickelt wurden: „GMP+ Feed Safety Assurance“ (das sich auf die Futtermittelsicherheit konzentriert) und „GMP+ Feed Responsibility Assurance“ (das auf nachhaltige Futtermittel abzielt).
In das Modul „GMP+ Feed Safety Assurance Scheme“ wurden neben HACCP Vorschriften für das Qualitätsmanagementsystem (ISO 9001), Produktnormen, Rückverfolgbarkeit, Überwachung, Programme mit Grundbedingungen, der Kettenansatz und das Frühwarnsystem integriert.